# Red i zakon sestara dominikanki
Red i zakon sestara dominikanki je jedini izravno datiran spomenik toga prvog latiničkog razdoblja iz 1345. godine.

## Povijest
Po današnjim našim spoznajama na početku hrvatske latiničke književnosti stoji jedini izravno datiran spomenik toga prvog latiničkog razdoblja - "Red i zakon" zadarskih dominikanki iz 1345. godine. 
Sadrži pravila primanja redovnica u dominikanski red, a sastoji se od 62 retka obrednih pravila na hrvatskom i latinskih obrednih uputa i molitava. Na kraju je obilježen latinskim brojem CCCXXXXV, za koji se pretpostavlja da se odnosi na godinu [1]345., kada je zapisan.
Nalazi se na početku pergamenske rukopisne latinske knjižice pisane gotičkom minuskulom, koja je nekad pripadala zadarskim dominikankama. Iza hrvatskog teksta slijedi latinski tekst istih pravila i neki drugi prilozi na latinskom, od kojih su najznačajnije konstitucije redovnica sv. Dominika, što završavaju napomenom: "Expliciunt constituc(i)ones soror(um) b(ea)ti Dominici De Jad'ra", po kojoj doznajemo da je rukopis napisan za zadarske dominikanke. Slijede neke napomene, od kojih prva naglašava da se konstitucije reda moraju najmanje jednom na godinu redovnicama protumačiti pučkim jezikom. Kako i ovaj spomenik ima tragova starijega predloška, to je dokaz o znatno starijem obitavanju dominikanskih koludrica u Zadru od godine kojom je spomenik datiran. U samom naslovu teksta nalazi se jedna od onih pisarskih pogrešaka koje lako nastaju pri prijepisu s glagoljice na latinicu: zamjena slova t slovom d u riječi odza (= otca sa z = c), a kasnije u tekstu još jedna - zamjena h s k u duka straka umjesto duha straha, što upućuje na neki glagoljički (pred/među)predložak navedenih pravila, a time navodi na pomisao da je koludrički dominikanski samostan možda u početku bio glagoljaški.
Tekst Reda i zakona prvi je objavio Vatroslav Jagić 1869. godine u 1. knjizi "Starina" u prilogu Ogledi stare hrvatske proze, ali kao spomenik 15. stoljeća, i to na temelju lošeg prijepisa što ga je vjerojatno napravio netko iz glagoljaške sredine tko nije dobro znao goticu, pa je tako došlo do niza pogrešaka. Jagić je, ne znajući komu je rukopis pripadao, tekst objavio kao "crticu o životu manastirskom starih dalmatinsko-hrvatskih koludrica", a uz Život svete Katarine i Život svetog Jerolima iz II. polovine 15. stoljeća u istom prilogu to je zapravo prva objava hrvatskih latiničkih srednjovjekovnih tekstova, koja je u našoj filologiji prošla posve nezapaženo. Originalni je tekst 1916. godine pronašao u knjižnici glagoljaša trećoredaca u Glavotoku na otoku Krku Vinko Premuda, i - uz fotokopije - 1928. godine objavio u transliteraciji i transkripciji u 36. knjizi "Nastavnog vjesnika" pod naslovom Najstariji datovani spomenik hrvatske gotice.
Iako zapravo tekst namijenjen administrativnoj samostanskoj upotrebi, "Red i zakon" odlikuje se nizom jezičnih elemenata i postupaka koji ga izdižu na višu književnojezičnu razinu. Među takve može se, vjerojatno, ubrojiti gotovo dosljedan ikavizam, kakav ne bismo očekivali u srednjovjekovnoj zadarskoj ikavsko-ekavskoj čakavštini, kao posljedica svjesnog izbora zapisivača teksta između raznih mogućnosti što su ih u to doba pružali govori na širem zadarskom području. Tekst molitve što je izgovaraju redovnice prigodom primanja nove sestre u red odlikuje se i visokom stilskom dotjeranošću.